# Leslie Quar
Leslie Quar föddes 1923 i Croydon utanför London och omkom 24 februari 1951 i samband med att en av Maudheimexpeiditionens snövesslor störtade utför shelfisens kant. Han deltog i expeditionen som radiomekaniker, telegrafist, elektriker och vetenskaplig assistent.
Quar gick i pojkskola i Croydon tills han var 14 år och fick anställning direkt efter avslutad skolgång vid Imperial Airways vid Croydon Airport. Han gick in vid Royal Air Force som aspirant 1939 och sändes till Cranwellskolan där han utbildades till telegrafist. Efter avslutad utbildning sändes han som korpral till Mellanöstern, där han var stationerad till krigsslutet. Efter kriget arbetade han med sprängning av befästningar och rivning av ubåtsbunkrar i Tyskland och skulle just hemförlovas när han anmälde sig som frivillig till Maudheimexpeditionen.
Postumt fick Quar Maudheimmedaljen och Quars shelfis inte långt från Cape Norvegia utanför Dronning Maud Lands kust har uppkallats efter honom.